# Ruhona (periodiskt vattendrag)
Ruhona är ett periodiskt vattendrag i Burundi.   Det ligger i provinsen Gitega, i den centrala delen av landet, 60 kilometer öster om huvudstaden Bujumbura.
Omgivningarna runt Ruhona är en mosaik av jordbruksmark och naturlig växtlighet. Runt Ruhona är det tätbefolkat, med 369 invånare per kvadratkilometer.